# 十五王公廟
24°56′21″N 120°59′17″E / 24.939049°N 120.988073°E
十五王公廟，是位於臺灣桃園市新屋區蚵間里的陰廟，祭祀十五位海難者，在興建西部濱海快速公路時獲得保留。

## 沿革
相傳光緒三年（1877年），當地人將在蚵間外海因船難罹難的十五人集體埋葬廟址處，立一個簡易墓碑，時有漁民等善信固定前往奉祀。1987年，信徒出資改建為小廟。1996年10月31日，舉行一百廿年慶典。2004年3月30日深夜，廟宇大火，供奉的十五尊神像及供桌燒毀。
西濱快速公路計畫道路原先計畫經過廟宇西側，導致廟體與墓穴大半面臨拆除，因此鄉長葉佐禹邀集工程單位會勘。2005年4月18日，施工處第三段長劉利民到現場後，表示願意配合調整路線。
後來，政府興建福興溪巡防道路作為新屋綠色隧道自行車道，串連蚵殼港昭靈宮、新屋福興宮、十五王公廟。

## 信仰
當地人士說，曾有一名自中壢的乩童，在參拜十五王公廟時，表現輕浮，但沒有多久，該名乩童到不遠的永安海濱游泳，被大浪捲走失蹤，次日屍體就漂到廟前海灘。
又傳說一名蚵間村民在喝醉後，跑到廟宇大呼小叫，然後猛撞供桌血流不止，地方人士見狀，向十五王公代為求情，表達願送金牌賠罪，村民立即恢復正常。
據當年建廟委員會主任委員吳享標回憶，大家樂、六合彩正熱門時，每晚廟口及附近道路人車川流不息。在最鼎盛之際，每逢開獎前一天，廟前人山人海，警方只好站崗取締。